# Acanthispa lateralis
Acanthispa lateralis es un coleóptero de la familia Chrysomelidae. Fue descrita en 1864 por Joseph Sugar Baly como Acanthodes lateralis.